# HITnRUN Phase Two
HITnRUN Phase Two è il trentasettesimo ed ultimo album dell'artista statunitense Prince, e l'ultimo ad essere pubblicato prima della sua morte, avvenuta il 21 aprile 2016. È stato pubblicato in esclusiva su Tidal il 12 dicembre 2015, prima della sua uscita su CD, avvenuta il 21 gennaio 2016 dalla NPG Records.

## Tracce
1. Baltimore – 4:34
2. RocknRoll Love Affair – 4:02
3. 2 Y. 2 D. – 3:50
4. Look at Me, Look at U – 3:27
5. Stare – 3:46
6. Xtraloveable – 5:01
7. Groovy Potential – 6:17
8. When She Comes – 3:46
9. Screwdriver – 4:15
10. Black Muse – 7:22
11. Revelation – 5:21
12. Big City – 6:25